# Тогучинский район

Физическая карта Тогучинского района

Тогучи́нский райо́н — административно-территориальная единица (район) и муниципальное образование (муниципальный район) в Новосибирской области России.
Административный центр — город Тогучин.

## География
Район расположен на востоке области. Граничит с Болотнинским, Мошковским, Новосибирским, Искитимским и Маслянинским районами Новосибирской области, а также Кемеровской областью.
Территория района по данным на 2008 год — 605,8 тыс. га, в том числе сельхозугодья — 349,8 тыс. га (57,7 % всей площади). По его территории протекает одна из наиболее многоводных рек области — Иня, а также её многочисленные притоки.

## История
Образован 17 июня 1929 года как Вассинский район с центром в селе Вассино, в составе Новосибирского округа Сибирского края. В 1930 году Сибирский край был разделён на западную и восточную части (Новосибирский округ был при этом упразднён), и район оказался в составе Западно-Сибирского края. Постановлением ВЦИК от 1 января 1932 года Вассинский район переименован в Тогучинский, центр района был перенесён в посёлок при станции Тогучин. В 1937 район был включён в новообразованную Новосибирскую область.
В 1956 году в состав района была включена часть земель расформированного Ояшинского района.

## Население
| 2002    | 2009    | 2010    | 2011    | 2012    | 2013    | 2014    |
| ------- | ------- | ------- | ------- | ------- | ------- | ------- |
| 65 515  | ↘64 788 | ↘64 720 | ↘60 289 | ↘59 463 | ↘59 318 | ↘59 153 |
| 2015    | 2016    | 2017    | 2018    | 2019    | 2020    | 2021    |
| ↘58 576 | ↘57 730 | ↘57 051 | ↘56 626 | ↘56 258 | ↘55 427 | ↘54 987 |

### Урбанизация
В городских условиях (город Тогучин и рабочий посёлок Горный) проживают 54,07 % населения района.

## Муниципально-территориальное устройство
В муниципальный район входят 22 муниципальных образования, в том числе 2 городских поселения и 20 сельских поселений.
| №        | Муниципальное образование     | Административный центр | Количество населённых пунктов | Население (чел.) | Площадь (км²) |
| -------- | ----------------------------- | ---------------------- | ----------------------------- | ---------------- | ------------- |
| 1e-06    | Городские поселения:          |                        |                               |                  |               |
| 1        | Город Тогучин                 | город Тогучин          | 1                             | ↘20 766          | 72,63         |
| 2        | Рабочий посёлок Горный        | рабочий посёлок Горный | 3                             | ↗9246            | 74,64         |
| 2.000002 | Сельские поселения:           |                        |                               |                  |               |
| 3        | Борцовский сельсовет          | село Борцово           | 3                             | ↗831             | 165,29        |
| 4        | Буготакский сельсовет         | село Буготак           | 8                             | ↘1728            | 157,98        |
| 5        | Вассинский сельсовет          | село Пойменное         | 7                             | ↘1738            | 392,98        |
| 6        | Гутовский сельсовет           | село Янченково         | 3                             | ↘1074            | 340,60        |
| 7        | Завьяловский сельсовет        | село Завьялово         | 5                             | ↘1257            | 393,21        |
| 8        | Заречный сельсовет            | село Заречное          | 10                            | ↘1017            | 310,53        |
| 9        | Киикский сельсовет            | село Киик              | 4                             | ↘950             | 253,48        |
| 10       | Кировский сельсовет           | село Березиково        | 7                             | ↘2336            | 236,80        |
| 11       | Коуракский сельсовет          | село Коурак            | 5                             | ↘1600            | 918,70        |
| 12       | Кудельно-Ключевской сельсовет | село Кудельный Ключ    | 5                             | ↘984             | 300,65        |
| 13       | Кудринский сельсовет          | деревня Кудрино        | 9                             | ↘1164            | 162,20        |
| 14       | Лебедевский сельсовет         | село Лебедево          | 3                             | ↘1193            | 547,31        |
| 15       | Мирновский сельсовет          | село Лекарственное     | 2                             | ↘1262            | 111,36        |
| 16       | Нечаевский сельсовет          | посёлок Нечаевский     | 1                             | ↗878             | 59,77         |
| 17       | Репьёвский сельсовет          | село Льниха            | 8                             | ↘1731            | 221,48        |
| 18       | Степногутовский сельсовет     | село Степногутово      | 3                             | ↘711             | 150,86        |
| 19       | Сурковский сельсовет          | село Сурково           | 7                             | ↘1077            | 426,68        |
| 20       | Усть-Каменский сельсовет      | село Усть-Каменка      | 5                             | ↘962             | 297,98        |
| 21       | Чемской сельсовет             | село Чемское           | 2                             | ↘952             | 349,83        |
| 22       | Шахтинский сельсовет          | посёлок Шахта          | 6                             | ↘1505            | 113,40        |

### Населённые пункты
В Тогучинском районе 107 населённых пунктов.
| №   | Населённый пункт      | Тип                     | Население | Муниципальное образование     |
| --- | --------------------- | ----------------------- | --------- | ----------------------------- |
| 1   | 106 км Рожневский Бор | населённый пункт        | ↘17       | Кудринский сельсовет          |
| 2   | 113 км                | посёлок                 | #Н/Д      | Кудринский сельсовет          |
| 3   | 141 км                | населённый пункт        | ↘16       | Заречный сельсовет            |
| 4   | 75 км Кувшинка        | населённый пункт        | ↗16       | Буготакский сельсовет         |
| 5   | 82 км Льнозавод       | населённый пункт        | ↘27       | Буготакский сельсовет         |
| 6   | Аплаксино             | деревня                 | ↘134      | Усть-Каменский сельсовет      |
| 7   | Березиково            | село                    | ↘983      | Кировский сельсовет           |
| 8   | Боровая               | деревня                 | ↘94       | Заречный сельсовет            |
| 9   | Боровлянка            | деревня                 | ↘254      | Кудельно-Ключевской сельсовет |
| 10  | Боровушка             | посёлок                 | ↘21       | Репьёвский сельсовет          |
| 11  | Борцово               | село                    | ↘776      | Борцовский сельсовет          |
| 12  | Брусянка              | посёлок                 | ↘147      | Кудринский сельсовет          |
| 13  | Буготак               | железнодорожная станция | ↘522      | Буготакский сельсовет         |
| 14  | Буготак               | село                    | ↘799      | Буготакский сельсовет         |
| 15  | Вассино               | село                    | ↘477      | Вассинский сельсовет          |
| 16  | Верх-Ачино            | деревня                 | ↘37       | Сурковский сельсовет          |
| 17  | Верх-Чемской          | посёлок                 | ↘7        | Лебедевский сельсовет         |
| 18  | Владимировка          | село                    | ↘515      | Чемской сельсовет             |
| 19  | Восточная             | железнодорожная станция | ↗278      | Репьёвский сельсовет          |
| 20  | Высокая Грива         | посёлок                 | ↘69       | Заречный сельсовет            |
| 21  | Гаревка               | деревня                 | ↘150      | Заречный сельсовет            |
| 22  | Голомыскино           | село                    | ↘98       | Завьяловский сельсовет        |
| 23  | Горный                | рабочий посёлок         | ↗8967     | рабочий посёлок Горный        |
| 24  | Гранит                | железнодорожный разъезд | ↘179      | Заречный сельсовет            |
| 25  | Гремячинский          | посёлок                 | ↘285      | Кировский сельсовет           |
| 26  | Гутово                | село                    | ↘273      | Гутовский сельсовет           |
| 27  | Девино                | железнодорожный разъезд | ↘33       | Заречный сельсовет            |
| 28  | Дергаусово            | село                    | ↘469      | Лебедевский сельсовет         |
| 29  | Долгово               | деревня                 | ↘211      | Сурковский сельсовет          |
| 30  | Доронино              | село                    | ↘235      | Завьяловский сельсовет        |
| 31  | Ермачиха              | посёлок                 | ↗79       | рабочий посёлок Горный        |
| 32  | Завьялово             | село                    | ↘764      | Завьяловский сельсовет        |
| 33  | Заречное              | село                    | ↘452      | Заречный сельсовет            |
| 34  | Зверобойка            | населённый пункт        | →0        | Кировский сельсовет           |
| 35  | Зверобойка            | посёлок                 | ↘68       | Кудельно-Ключевской сельсовет |
| 36  | Златоуст              | село                    | ↘460      | Кудринский сельсовет          |
| 37  | Изылинка              | железнодорожная станция | ↘83       | Шахтинский сельсовет          |
| 38  | Изылы                 | деревня                 | ↘177      | Заречный сельсовет            |
| 39  | Изынский              | посёлок                 | ↘120      | Борцовский сельсовет          |
| 40  | Изынский              | железнодорожная станция | ↘144      | Буготакский сельсовет         |
| 41  | Инской                | посёлок                 | ↘149      | Буготакский сельсовет         |
| 42  | Инской                | посёлок                 | ↘105      | Киикский сельсовет            |
| 43  | Кадниха               | посёлок                 | ↘123      | Вассинский сельсовет          |
| 44  | Калаганово            | деревня                 | ↘73       | Буготакский сельсовет         |
| 45  | Каменная Гора         | посёлок                 | ↘349      | Вассинский сельсовет          |
| 46  | Канарбуга             | посёлок                 | ↘4        | Кудринский сельсовет          |
| 47  | Карпысак              | село                    | ↘685      | Мирновский сельсовет          |
| 48  | Киик                  | село                    | ↘822      | Киикский сельсовет            |
| 49  | Ковалёвка             | посёлок                 | ↘174      | Гутовский сельсовет           |
| 50  | Колтырак              | деревня                 | ↘138      | Степногутовский сельсовет     |
| 51  | Конево                | деревня                 | ↘79       | Коуракский сельсовет          |
| 52  | Коурак                | село                    | ↘861      | Коуракский сельсовет          |
| 53  | Красный Выселок       | посёлок                 | ↘36       | Сурковский сельсовет          |
| 54  | Красный Яр            | посёлок                 | ↘36       | Заречный сельсовет            |
| 55  | Кудельный Ключ        | село                    | ↘544      | Кудельно-Ключевской сельсовет |
| 56  | Кудрино               | деревня                 | ↘599      | Кудринский сельсовет          |
| 57  | Курундус              | железнодорожная станция | ↘874      | Кировский сельсовет           |
| 58  | Кусково               | деревня                 | ↘77       | Киикский сельсовет            |
| 59  | Кусмень               | деревня                 | ↘142      | Киикский сельсовет            |
| 60  | Кучаниха              | посёлок                 | ↘121      | Кировский сельсовет           |
| 61  | Лебедево              | село                    | ↘895      | Лебедевский сельсовет         |
| 62  | Лекарственное         | село                    | ↘728      | Мирновский сельсовет          |
| 63  | Льниха                | село                    | ↗589      | Репьёвский сельсовет          |
| 64  | Марай                 | посёлок                 | ↗71       | Вассинский сельсовет          |
| 65  | Мезениха              | деревня                 | ↘32       | Кудринский сельсовет          |
| 66  | Мезениха              | населённый пункт        | ↘25       | Кудринский сельсовет          |
| 67  | Мирный                | посёлок                 | ↘283      | Коуракский сельсовет          |
| 68  | Мокрушино             | село                    | ↘109      | Степногутовский сельсовет     |
| 69  | Мурлыткино            | железнодорожная станция | ↘94       | Кудринский сельсовет          |
| 70  | Налетиха              | деревня                 | ↘107      | Усть-Каменский сельсовет      |
| 71  | Нечаевский            | посёлок                 | ↗878      | Нечаевский сельсовет          |
| 72  | Низовка               | посёлок                 | ↗133      | Завьяловский сельсовет        |
| 73  | Никольский            | посёлок                 | ↘121      | рабочий посёлок Горный        |
| 74  | Новоабышево           | село                    | ↘263      | Завьяловский сельсовет        |
| 75  | Новоизылинка          | деревня                 | ↘25       | Шахтинский сельсовет          |
| 76  | Новомотково           | село                    | ↘130      | Репьёвский сельсовет          |
| 77  | Осиновка              | деревня                 | ↘22       | Сурковский сельсовет          |
| 78  | Останино              | деревня                 | ↘6        | Сурковский сельсовет          |
| 79  | Отгонка               | населённый пункт        | ↘41       | Борцовский сельсовет          |
| 80  | Паровозный            | населённый пункт        | ↗36       | Репьёвский сельсовет          |
| 81  | Пермский              | посёлок                 | ↘68       | Усть-Каменский сельсовет      |
| 82  | Петуховка             | посёлок                 | ↘79       | Шахтинский сельсовет          |
| 83  | Пойменное             | село                    | ↘644      | Вассинский сельсовет          |
| 84  | Правый Курундус       | посёлок                 | ↘22       | Вассинский сельсовет          |
| 85  | Придолинный           | посёлок                 | ↘161      | Кировский сельсовет           |
| 86  | Прямушка              | посёлок                 | ↘47       | Кудельно-Ключевской сельсовет |
| 87  | Пустынка              | посёлок                 | ↗25       | Репьёвский сельсовет          |
| 88  | Пятилетка             | посёлок                 | ↘262      | Вассинский сельсовет          |
| 89  | Разливы               | посёлок                 | ↘22       | Шахтинский сельсовет          |
| 90  | Репьево               | село                    | ↗618      | Репьёвский сельсовет          |
| 91  | Родники               | посёлок                 | ↘0        | Шахтинский сельсовет          |
| 92  | Русско-Семёновский    | посёлок                 | ↘325      | Сурковский сельсовет          |
| 93  | Саламатово            | деревня                 | ↘49       | Заречный сельсовет            |
| 94  | Самарский             | посёлок                 | ↘118      | Буготакский сельсовет         |
| 95  | Семёновский           | посёлок                 | ↘54       | Усть-Каменский сельсовет      |
| 96  | Смирновка             | посёлок                 | ↘267      | Кировский сельсовет           |
| 97  | Старогутово           | деревня                 | ↘101      | Коуракский сельсовет          |
| 98  | Степногутово          | село                    | ↘589      | Степногутовский сельсовет     |
| 99  | Сурково               | село                    | ↘681      | Сурковский сельсовет          |
| 100 | Тогучин               | город                   | ↘20 766   | город Тогучин                 |
| 101 | Усть-Каменка          | село                    | ↘723      | Усть-Каменский сельсовет      |
| 102 | Чемское               | село                    | ↘510      | Чемской сельсовет             |
| 103 | Шахта                 | посёлок                 | ↘1750     | Шахтинский сельсовет          |
| 104 | Шмаково               | деревня                 | ↗230      | Репьёвский сельсовет          |
| 105 | Шубкино               | село                    | ↘170      | Кудельно-Ключевской сельсовет |
| 106 | Юрты                  | село                    | ↘576      | Коуракский сельсовет          |
| 107 | Янченково             | село                    | ↘788      | Гутовский сельсовет           |

20 сентября 2002 года были упразднены посёлки Выемка, Казанский, Казарма 132 км и деревня Агафониха.

## Экономика

### Промышленность
Главными промышленными предприятиями района являются: Горновский завод СЖБ — филиал ОАО «БетЭлТранс», ОАО «Каменный карьер», ОАО «Камнереченский каменный карьер», СП «Камнереченский каменный карьер» — филиал ОАО «РЖД».

### Сельское хозяйство
Сельскохозяйственным производством занимаются 19 акционерных обществ, 5 колхозов, 2 сельскохозяйственных кооператива, 549 фермерских хозяйств. В сельском хозяйстве занято 22,2 % всех работающих. Основная специализация сельскохозяйственных предприятий — растениеводство (производство зерновых), молочно-мясное животноводство. Основными сельскохозяйственными предприятиями являются: ОАО «Доронинское», колхоз им. Пушкина, колхоз им. 20 съезда КПСС, ЗАО «Политотдельское», ЗАО «Завьяловское»

## Транспорт
По территории района проходит железнодорожная магистраль «Новосибирск—Новокузнецк». Протяжённость автомобильных дорог — 643,7 км, из них с твёрдым покрытием — 638,7 км.

## Спорт
Спортивная история Тогучинского района богата традициями. Одной из главных страниц истории Тогучинского спорта стало создание в 1946 году детской спортивной школы, подготовившей плеяду известных спортсменов. Большой популярностью в районе многие годы пользовался лыжный спорт. С течением времени в районе получают развитие и другие виды спорта. Открыта детская спортивная школа в р.п. Горном, в которой работает пять отделений. Высокими спортивными достижениями радовали спортсмены Детско Юношеского Хоккейного Клуба «Локомотив»,основанного 1 октября 2000 года, по инициативе Кондратьева Валерия Михайловича и поддержке ,начальника Западно Сибирской Железной Дороги Владимира Ивановича Старостенко : серебряные призёры Кубка Губернатора Новосибирской области 2003 года,,бронзовые призёры областных соревнований «Золотая шайба» 2003,2007,2013,2014 гг., победители областных соревнований «Золотая шайба» 2004, 2005 гг., участники 40-х Юбилейных Финальных Всероссийских соревнований клуба «Золотая Шайба» 2004 г., г. Салехард. Победители Всероссийских соревнований клуба «Золотая шайба» 2006 г., г. Кострома. Участники 9-го Всероссийского турнира памяти Четырежды Героя СССР Маршала Г. К. Жукова. Апрель 2012 г. Победители матча первоклассников «Кубок Вызова»: «Сибирь» г. Новосибирск-«Локомотив» г. Тогучин. Май 2012 г. Участники XVII Всероссийского турнира памяти Героя Советского Союза В. Г. Клочкова. Вольск (Саратовская область), февраль 2013 г. Участники первого Всероссийского турнира на призы Олимпийского Чемпиона А. Коваленко, 27 февраля-3 марта 2014 г., г. Балаково Саратовской обл. Бронзовые призёр Всероссийских финальных соревнований юных хоккеистов "Клуба «Золотая Шайба», 22-28 февраля 2015 г., г. Иваново. Серебряные призёры XVI Всероссийского турнира памяти двукратного Олимпийского Чемпиона В. С. Коноваленко, 1-7 апреля 2015 г. (Перевоз Нижегородской области).Постановлением,главы г.Тогучина, Борутенко С.И. за № 222 от 14.05.2021 М.К.У.г.Тогучина Ф.С.К."Локомотив"-Ликвидирован.

## Достопримечательности[24]

### Природные богатства
- Карпысакский водопад — водопад, расположенный в месте слияния рек Буготак и Карпысак;[25]
- Буготакские сопки — памятник природы регионального значения[26][27];
- Улантова гора — памятник природы регионального значения[28][29];
- Заказник Колтыракский;
- Изылинская пещера и скалы;
- Черневые леса Салаира;
- Пойменно-островной природный комплекс;
- Лиственничный лес на северо-западе от села Коурак. Это единственный лесной массив с преобладанием лиственницы на Салаирском кряже в регионе;[30]
- Предгорья Салаирского кряжа (п. Мирный);
- Озеро Танай;
- Река Иня;
- Сопка Большая с горнолыжной трассой длиной 800 метров;
- «Сахалин» (с. Киик).[31]

### Культурные и исторические ценности
- Храм в честь Рождества Христова (п.Горный);
- Село Коурак, основанное в 1643 году;
- Здание городского вокзала;
- Памятник в честь борцов за Советскую власть, погибших в годы Гражданской войны, 1971 год, автор П. Дьяков;
- Горнолыжная база п.Мирный «Пихтовый гребень»;
- Санаторий «Тогучинский» (профиль: болезни костно-мышечной системы, нервной системы, органов дыхания).

## Выдающиеся жители
Герои Советского Союза города Тогучина:
- Лапин Иван Васильевич;
- Барков Михаил Иванович;
- Горин Николай Кузьмич;
- Долидович Фрол Савельевич;
- Дудин Леонид Никитович;
- Кобелев Аркадий Васильевич;
- Матюнин Михаил Григорьевич;
- Никитин Александр Семенович;
- Шилов Петр Никифорович;
- Панкратов Георгий Федорович.

Полные кавалеры ордена Славы:
- Лапин Иван Васильевич;
- Стародубцев Николай Филиппович;
- Маслов Михаил Васильевич.

Герои Социалистического Труда:
- Кишкин, Андрей Петрович (20 февраля 1924 года — 13 октября 1983 года, село Сурково)[33]
- Кизеева (в замужестве Кравцова) Мария Константиновна (6 июля 1922 года — 7 октября 2004 года,Гутово)[34]